# Solomon Friedberg
Solomon Friedberg (* 26. September 1958 in New York City) ist ein US-amerikanischer Mathematiker, der sich mit automorphen Formen, Darstellungstheorie und Zahlentheorie befasst.
Friedberg studierte an der University of California, San Diego, mit dem Bachelor-Abschluss summa cum laude 1978 und wurde 1982 an der University of Chicago bei Harold Stark promoviert (Theta functions, liftings and generalized Hilbert modular forms). Von 1982 bis 1985 war er Benjamin Peirce Lecturer an der Harvard University und ab 1985 Assistant Professor, 1987 Associate Professor und 1989 Professor an der University of California, Santa Cruz. 1996 wurde er Professor am Boston College, wo er seit 2007 der Mathematikfakultät vorstand.
Er war unter anderem Gastwissenschaftler und Gastprofessor an der Brown University, am Institute for Advanced Study (1999), an der Columbia University (1990/91 als Sloan Research Fellow), am Max-Planck-Institut für Mathematik in Bonn (1990), am MSRI (1994), am IBM Almaden Research Center, an der Hebrew University, am Tata Institute of Fundamental Research (1988), am IHES (1985/86), an der Technischen Universität Ankara und am Weizmann-Institut. Er ist Fellow der American Mathematical Society.
Er arbeitete unter anderem mit Ben Brubaker und Daniel Bump zusammen, mit denen er auch Verbindungen von automorphen Formen zur statistischen Mechanik nachging. Sie untersuchten Dirichlet-Reihen in mehreren Variablen, die nicht wie die Langlands-L-Funktionen durch Euler-Produkte darstellbar sind, sondern durch Verallgemeinerungen von Euler-Produkten (Twisted Euler Products). Die entsprechenden Dirichlet-Reihen sind mit Weylgruppen konstruiert und ihnen sind automorphe Formen zu metaplektischen Überlagerung algebraischer Gruppen zugeordnet.

## Schriften
- mit Hervé Jacquet: The fundamental lemma of the Shalika subgroup of GL(4), American Mathematical Society 1996
- als Herausgeber Multiple Dirichlet series, automorphic forms, and analytic number theory (Bretton Woods Workshop on Multiple Dirichlet Series 2005), American Mathematical Society 2006
- Herausgeber mit Daniel Bump, Dorian Goldfeld Multiple Dirichlet series, L-functions and automorphic forms, Birkhäuser 2012
- mit Ben Brubaker, Daniel Bump Weyl group multiple Dirichlet series: Type A combinatorial theory, Annals of Mathematical Studies 175, Princeton University Press 2011
- mit Bump, Jeffrey Hoffstein On some applications of modular forms to number theory, Bulletin AMS, Band 33, 1996, 157–175, Online
- mit Brubaker, Bump Weyl group multiple Dirichlet Series, Teil I (mit Chinta, Hoffstein) in: Bump u. a.: Multiple Dirichlet Series, Automorphic Forms and Analytic Number Theory, Proc. Symp. Pure Math., AMS, 2006, S. 91–114, Teil  II, Inv. Math., Band 165, 2006, S. 325–355, Teil  III (mit Hoffstein), Annals of Mathematics, Band 166, 2007, S. 293–316
- mit Brubaker, Bump Weyl Group Multiple Dirichlet Series, Eisenstein Series and Crystal Basis, Annals of Mathematics, Band 173, 2011, S. 1081–1120
- mit Brubaker, Bump Gauss sum combinatorics and metaplectic Eisenstein series, in Ginzburg, Lapid, Soudry (Hrsg.) Automorphic forms and L-functions I: Global Aspects, Contemporary Mathematics, Band 488, 2009, S. 61–81
- mit Brubaker, Bump Schur Polynomials and the Yang-Baxter-Equation, Comm. Math. Phys., Band 308, 2011, S. 281–301
- mit Bump, Brubaker Eisenstein series, crystals and ice, Notices AMS, Dezember 2011, Online